# Иванова, Маргарита Васильевна
Маргарита Васильевна Иванова (укр. Маргарита Василівна Іванова; 20 августа 1929, Чиганары, Нижегородский край — 1 декабря 2012) — советский и украинский педиатр и курортолог. Доктор медицинских наук (1965), профессор (1967). Заслуженный деятель науки и техники Украины (1995). На протяжении 30 лет руководила кафедрой госпитальной педиатрии Крымского медицинского университета.

## Биография
Родилась 20 августа 1929 года в селе Чиганары Чувашской АССР. Отец, Василий Николаевич Иванов (1896—1979), почвовед. Мать, Мария Васильевна Иванова, учёный.
Поступила в Сталинабадский медицинский институт, однако перевелась на лечебный факультет Крымского медицинского института. Окончила учёбу в 1953 году. Поступила в ординатуру КМИ на кафедру госпитальной педиатрии (руководитель — Наталья Ивановна Королёва), а затем стала ассистентом на данной кафедре.
Защитила кандидатскую диссертацию «Изменения сердечно-сосудистой системы у детей при хроническом тонзиллите и эффективность различных методов его лечения» в 1958 году в специализированном совете при Крымском медицинском институте.
В 1965 году стала доктором наук, защитив диссертацию «Хронический тонзиллит у детей и его санаторно-курортное лечение» в специализированном совете при Куйбышевском государственном медицинском институте.
С 1965 по 1977 год являлась заведующей кафедрой пропедевтики детских болезней КМИ, а с 1977 по 2007 год заведовала кафедрой госпитальной педиатрии этого же учебного заведения. На протяжении 10 лет являлась проректором по лечебной работе университета.
В течение 30-ти лет являлась председателем Ассоциации педиатров Крыма. Руководила Обществом дружбы с Вьетнамом. Входила в состав комиссии народного контроля АР Крым.
Скончалась 1 декабря 2012 года.

## Научная деятельность
Область научных интересов — педиатрия и детская курортология Крыма. Занималась изучением санаторно-курортного лечения детей, воздействия курортного лечения на организм ребёнка, бальнеореакции и реакции адаптации. Иванову считают основателем научной школы по проблемам детской ревматологии и курортологии.
Автор 7 монографий и более 250 научных статей.
Работала в детских санаториях Евпатории. С 1965 года занималась научным и лечебным консультированием детского центра «Артек». Инициировала создание в Евпатории кафедры детской курортологии и физиотерапии. В 1998 году возглавила инициативную группу по организации в Республиканской детской клинической больницы отделения детской кардиоревматологии. Также участвовала в создании отделения врождённой и наследственной патологии РДКБ, ставшего первым на Украине.
Под её руководством успешно прошли защиту 28 кандидатов и 2 доктора наук.

## Награды и звания
- Отличник здравоохранения СССР (1985)[2]
- Заслуженный деятель науки и техники Украины (1995)[2]
- Государственная премия Автономной Республики Крым за 1998 год (1999)[6]
- Заслуженный работник народного образования Автономной Республики Крым (2000)[2]

## Семья
Супруг — Исаак Борисович Беренштейн (род. 1931), специалист в области механизации сельского хозяйства. Доктор технических наук, профессор.
Сын — Игорь Исаакович Иванов (род. 1960), акушер-гинеколог. Доктор медицинских наук, профессор.

## Работы
- Хронический тонзиллит у детей. М.: Медицина, 1973. 144 с.;
- Детская курортология. Симферополь, 1987. 127 с.;
- Актуальные вопросы оздоровления и лечения детей. Симферополь, 1989. 93 с.;
- Охрана здоровья здорового ребёнка. Симферополь, 1983. 96 с.;
- Патология опорно-двигательного аппарата и системы кровообращения у детей. Симферополь, 1982. 95 с.;
- Лечение детей на курортах Украины: справочное пособие. Киев: Здоровье, 1988. 199 с.;
- Организация оздоровления детей во всесоюзном пионерском лагере «Артек»: методические рекомендации. М., 1984. 32 с.;
- Медико-биологические аспекты адаптации и оздоровления детей / Всесоюзный пионерский лагерь «Артек». Симферополь, 1986. 135 с.